# Inge Janssen
Inge Janssen (Voorburg, 20 aprile 1989) è una canottiera olandese, vincitrice della medaglia d'argento nel 4 di coppia a Rio de Janeiro 2016.

## Palmarès
- Giochi olimpici

Rio de Janeiro 2016: argento nel 4 di coppia.
- Mondiali

Aiguebelette-le-Lac 2015: bronzo nel 4 di coppia.
Sarasota 2017: oro nel 4 di coppia.
Linz-Ottensheim 2019: bronzo nel quattro di coppia.
- Europei

Siviglia 2013: bronzo nel singolo.
Belgrado 2014: bronzo nel 2 di coppia.
Račice 2017: argento nel 4 di coppia.
Poznań 2020: oro nel 4 di coppia.